# Emmels
Emmels ist ein Dorf in der Deutschsprachigen Gemeinschaft in Belgien. Es besteht aus den beiden Ortsteilen Ober-Emmels und Nieder-Emmels, die beide zur Stadtgemeinde Sankt Vith gehören. Emmels zählt 745 Einwohner (Angabe Stand 31. Dezember 2018).

## Geografie
Emmels liegt rund vier Kilometer nordwestlich der Kernstadt Sankt Vith. Beide Ortsteile liegen am Emmels-Bach, einem Nebenfluss der Amel. Das höher gelegene Ober-Emmels liegt südwestlich des tieferen Nieder-Emmels. Die Umgebung des Dorfes ist durch landwirtschaftliches Grünland geprägt. Westlich des Dorfes verläuft die Autobahn 27 (Europastraße 42).

## Geschichte
Der Name Emmels leitet sich wahrscheinlich vom Wort Amel ab. 1797 wurden die benachbarten Dörfer Ober-Emmels, Nieder-Emmels, Hünningen, Rodt, Hinderhausen zur Gemeinde Crombach eingemeindet. Diese Gemeinde existierte bis zur belgischen Gebietsreform 1977, als die gesamte Region in der neuen Großgemeinde Sankt Vith zusammengeschlossen wurde.

## Sehenswürdigkeiten

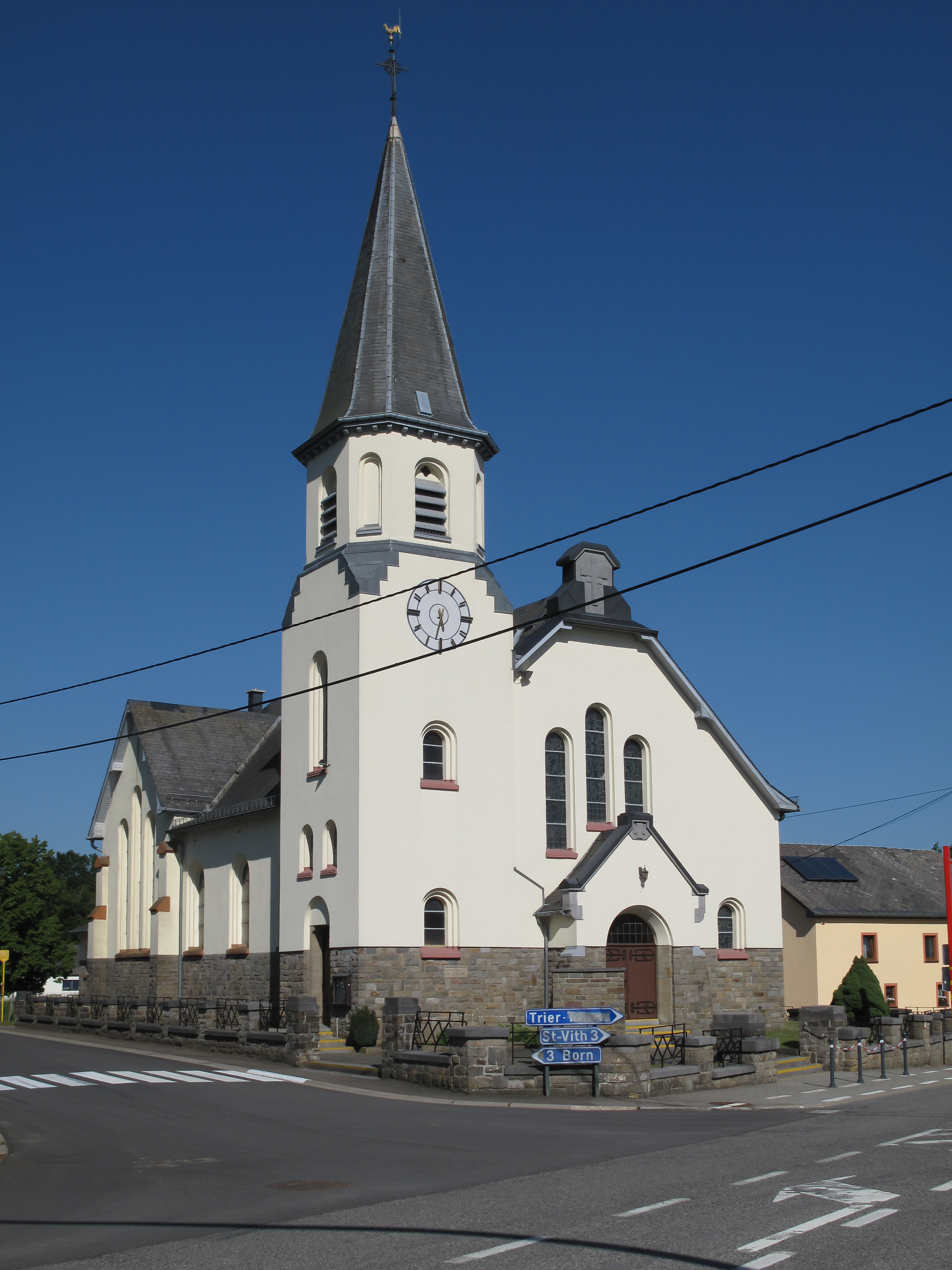
Die 1926 konsekrierte Kirche in Nieder-Emmels

Die Alte Schule in Nieder-Emmels ist ein geschütztes Kulturdenkmal.